# Єлюк Ізидор
Ізидо́р Єлю́к (1883, село Рашків, нині Городенківського району Івано-Франківської області — 1 серпня 1919, місто Кам'янець на Поділлі, нині Кам'янець-Подільський Хмельницької області) — український педагог, громадський діяч.

## Біографічні відомості
Директор Бережанської гімназії (до 1914 року). Від листопада 1918 року — заступник повітового комісара ЗУНР у Бережанах.
Воював в Українській Галицькій Армії, з якою в липні 1919 року перейшов на Велику Україну.